# مولی ناتلی
مولی ناتلی (انگلیسی: Molly Nutley؛ زادهٔ ۱۶ مارس ۱۹۹۵) هنرپیشه اهل سوئد است.